# Джордж Джилет
Джордж Джилет младши е американски бизнесмен.
Собственик на хокейния отбор „Монреал Канадиънс“ и съсобственик на футболния клуб от Английската висша лига „Ливърпул“, както и на отбора по автомобилни състезания „Ричърд Пети Моторспортс“.
Натрупал своето състояние чрез спортни инициативи, Джилет към ноември 2007 притежава около 1,1 милиарда щатски долара.
Той е женен с 4 деца.